# Личный чемпионат СССР по шахматной композиции 1955
Чемпионат СССР по шахматной композиции 1955 — 4-й личный чемпионат.
П/ф — 341 композиция 77 авторов, опубликованная в 1952 (2-е полугодие) — 1955 (1-е полугодие). 
Судейская коллегия: В. Брон (главный судья), Ю. Авербах, Г. Заходякин, Е. Рухлис, Е. Умнов, В. Шиф. 

## Двухходовки
П/ф — 122 задачи 36 авторов. Финал — 25 задач 16 авторов. 
1. Л. Лошинский — 94 очка;
2. Э. Лаздиньш — 53;
3. А. Домбровскис — 40;
4. Л. Загоруйко — 28;
5. В. Гебельт — 20;
6. Ф. Дюммель — 18;
7. П. Печёнкин — 16;
8. А. Копнин — 13;
9. Я. Россомахо — 11;
10. Ф. Россомахо — 9;
11. Х. Хиндре — 8;
12. Ю. Павлов — 5;
13. В. Руденко — 4;
14. Н. Мансуров — 3;
15. В. Трояновский — 2;
16. И. Драйска — 1.

Лучшая композиция — Л. Лошинский.

## Трёхходовки
П/ф — 99 задач 30 авторов. Финал — 26 задач 12 авторов. 
1. Л. Лошинский — 83 очка;
2. Л. Загоруйко — 57½;
3. В. Гебельт — 49;
4. Р. Кофман — 47½;
5. А. Домбровскис — 21;
6. С. Пугачёв — 20;
7. Г. Лободинский — 19;
8. З. Пигитс — 12;
9. И. Драйска — 7;
10. Ан. Кузнецов — 6;
11. В. Исарьянов — 2;
12. А. Орешин — 1.

Лучшая композиция — Р. Кофман и Л. Лошинский.

## Многоходовки
П/ф — 48 задач 22 авторов. Финал — 25 задач 14 авторов. 
1. Г. Лободинский — 67 очков; 

2. И. Розенфельд — 57; 

3. Р. Кофман — 24; 

4—5. Ж. Бюзандян и З. Пигитс — по 23; 

6. П. Печёнкин — 22; 

7—8. Э. Валциньш и В. Исарьянов — по 21; 

9. В. Ведерс — 20; 

10. Ан. Кузнецов — 17; 

11. Б. Назаров — 14; 

12. Н. Виестурс — 8; 

13. А. Попандопуло — 5; 

14. Ал. Кузнецов — 3.  
Лучшая композиция — Г. Лободинский.

## Этюды
П/ф — 72 этюда 24 авторов. Финал — 25 этюдов 18 авторов.
Ф. Бондаренко и А. Каковин, Ан. Кузнецов и Б. Сахаров — совместные этюды. 
1. Г. Каспарян — 80 очков; 

2. А. Гурвич — 42; 

3. А. Гербстман — 27; 

4. А. Казанцев — 24; 

5. Ал. Кузнецов — 21; 

6. З. Бирнов — 20; 

7—8. А. Копнин, Ан. Кузнецов с Б. Сахаровым (совместно) — по 19; 

9. В. Корольков — 18½; 

10. В. Чеховер — 18;  

11. Г. Надареишвили — 12; 

12. В. Якимчик — 9;  

13. М. Перельман — 7; 

14. Ф. Бондаренко и А. Каковин (совместно) — 4; 

15. Л. Митрофанов — 2½; 

16. П. Бабич — 2. 
Лучшая композиция — А. Гурвич.